# Chandler Parsons
Chandler Parsons (ur. 25 października 1988 w Casselberry) – amerykański zawodowy koszykarz, występujący na pozycji niskiego skrzydłowego.
Karierę koszykarską rozpoczął podczas studiów na uniwersytecie Florida w drużynie Florida Gators, gdzie na ostatnim roku otrzymał nagrodę dla najlepszego koszykarza Southeastern Conference oraz został wybrany przez Amerykańską Agencję Prasową do najlepszego składu Stanów Zjednoczonych. Po ukończeniu studiów zgłosił się do draftu NBA 2011, w którym to został wybrany z numerem 38 przez Houston Rockets. W obliczu opóźnienia przez lokaut startu sezonu NBA, Parsons podpisał kontrakt do momentu rozpoczęcia rozgrywek z Cholet Basket we Francji, gdzie zagrał w trzech meczach. Po zakończeniu skróconego sezonu został wybrany do drugiej piątki debiutantów.
24 stycznia 2014 ustanowił rekord sezonu zasadniczego NBA, trafiając 10 celnych rzutów za 3 punkty w jednej połowie (2) spotkania.
10 lipca 2014 jako zastrzeżony wolny agent podpisał trzyletni, warty 45 milionów dolarów kontrakt z Dallas Mavericks. Rockets, mogący wyrównać ofertę i zatrzymać Parsonsa, nie uczynili tego i Parsons oficjalnie dołączył do zespołu z Dallas.
7 lipca 2019 trafił w wyniku wymiany do Atlanty Hawks. 5 lutego 2020 opuścił klub.

## Osiągnięcia
Stan na 7 lutego 2020, na podstawie, o ile nie zaznaczono inaczej.
NCAA
- Uczestnik:
  - rozgrywek Elite Eight turnieju NCAA (2011)
  - turnieju NCAA (2010, 2011)
- Mistrz sezonu regularnego konferencji Southeastern (SEC – 2011)
- Koszykarz roku konferencji Southeastern (2011)[13]
- Zaliczony do:
  - I składu:
    - SEC (2011)
    - turnieju SEC (2011)
    - pierwszoroczniaków SEC (2008)

  - honorable mention All-American (2011 przez AP)

NBA
- Zaliczony do II składu debiutantów NBA (2012)[14]
- Uczestnik Rising Stars Challenge (2013)